# Declan Gallagher
Declan Patrick Gallagher, född 13 februari 1991, är en skotsk fotbollsspelare som spelar för Motherwell. Han representerar även Skottlands landslag.